# László Szollás
László Szollás (Budapest; 13 de noviembre de 1907-ídem; 4 de octubre de 1980) fue un patinador artístico sobre hielo húngaro, cuatro veces campeón mundial en la modalidad de danza junto a la patinadora Emilia Rotter, entre los años 1931 y 1935.
László Szollás también participó en los Juegos Olímpicos de Lake Placid 1932 y en los de Garmisch-Partenkirchen 1936 donde obtuvo en ambos medalla de bronce, en la misma modalidad.